# LOVEINT
LOVEINT es una práctica de los empleados de los servicios de inteligencia que hacen uso de sus amplias capacidades de monitoreo para espiar a su interés amoroso o a su cónyuge. El término fue acuñado en semejanza a la terminología de inteligencia como SIGINT (signals intelligence), COMINT (communications intelligence) o HUMINT (human intelligence), siendo una combinación entre las palabras love (amor) e intelligence (inteligencia).

## Agencia de Seguridad Nacional

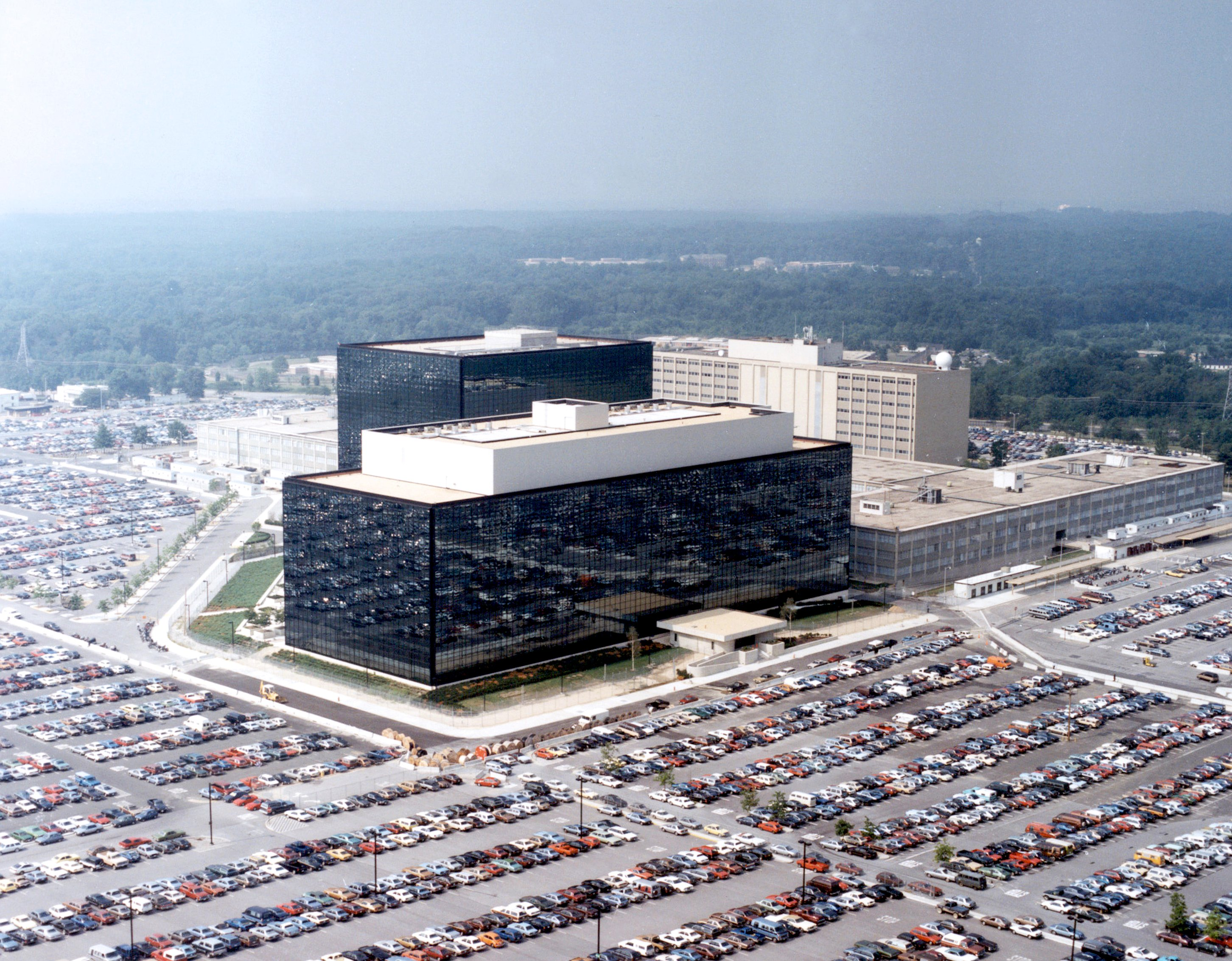
Sede de la NSA (National Security Agency) en Fort Meade, Maryland.

El término LOVEINT se originó en la NSA (National Security Agency en inglés), donde se informa de aproximadamente un incidente de este tipo al año. En 2013, se habían reportado ocho en la última década, y eran la mayoría de los accesos no autorizados notificados por la NSA. La mayoría de los incidentes son autoinformados, por ejemplo durante una prueba de polígrafo. La NSA los sanciona con medidas administrativas hasta el despido. En cinco de los casos, el empleado de la NSA dimitió, adelantándose a cualquier acción administrativa. En otros dos casos, se jubilaron. La peor sanción administrativa aplicada fue "una reducción de sueldo durante dos meses, una reducción de grado y la revocación del acceso a información clasificada". Uno de los casos se remitió al Departamento de Justicia, que se negó a procesarlo.

## Servicio Federal de Inteligencia Alemán
En septiembre de 2007, se informó de que un empleado del Servicio Federal de Inteligencia alemán (Bundesnachrichtendienst en alemán) abusó de sus poderes de vigilancia para leer el tráfico de correo electrónico del amante de su esposa.